# Jake Collier
Rodney “Jake” Collier (St. Louis, 23 de outubro de 1988) é um lutador americano de artes marciais mistas (MMA) que atualmente compete na categoria peso-pesado do UFC.

## Carreira no MMA

### Ultimate Fighting Championship
Collier fez sua estreia no UFC contra Vitor Miranda em 20 de dezembro de 2014 no UFC Fight Night: Machida vs. Dollaway. Ele perdeu a luta por nocaute técnico no primeiro round.
Collier em seguida enfrentou Ricardo Abreu em 6 de junho de 2015 no UFC Fight Night: Boetsch vs. Henderson. Collier venceu a luta por decisão dividida.
Collier enfrentou o veterano Dongi Yang em 28 de novembro de 2015 no UFC Fight Night: Henderson vs. Masvidal.  Ele perdeu por nocaute técnico no segundo round.
Em sua próxima luta, Collier enfrentou Alberto Uda em 29 de maio de 2016 no UFC Fight Night: Almeida vs. Garbrandt. Ele venceu por nocaute técnico no segundo round e faturou o bônus de “Performance da Noite”.
Collier enfrentou Devin Clark em 15 de abril de 2017 no UFC on Fox: Johnson vs. Reis. Ele perdeu por decisão unânime.
Collier enfrentou Marcel Fortuna em 11 de novembro de 2017 no UFC Fight Night: Poirier vs. Pettis. Ele venceu por decisão unânime.

## Cartel no MMA
| Cartel no MMA   |             |            |
| 19 lutas        | 13 vitórias | 6 derrotas |
| Por nocaute     | 5           | 3          |
| Por finalização | 4           | 1          |
| Por decisão     | 4           | 2          |

| Res.    | Cartel | Oponente          | Método                                             | Evento                                  | Data       | Round | Tempo | Local                  | Notas                                     |
| ------- | ------ | ----------------- | -------------------------------------------------- | --------------------------------------- | ---------- | ----- | ----- | ---------------------- | ----------------------------------------- |
| Vitória | 13-6   | Chase Sherman     | Finalização (mata leão)                            | UFC on ESPN: Kattar vs. Chikadze        | 15/01/2022 | 1     | 2:26  | Las Vegas, Nevada      |                                           |
| Derrota | 12-6   | Carlos Felipe     | Decisão (dividida)                                 | UFC 263: Adesanya vs. Vettori           | 12/06/2021 | 3     | 5:00  | Glendale, Arizona      |                                           |
| Vitória | 12-5   | Gian Villante     | Decisão (unânime)                                  | UFC on ESPN: Hermansson vs. Vettori     | 05/12/2020 | 3     | 5:00  | Las Vegas, Nevada      |                                           |
| Derrota | 11-5   | Tom Aspinall      | Nocaute (socos)                                    | UFC on ESPN: Whittaker vs. Till         | 25/07/2020 | 1     | 0:45  | Abu Dhabi              | Estreia nos Pesados.                      |
| Vitória | 11-4   | Marcel Fortuna    | Decisão (unânime)                                  | UFC Fight Night: Poirier vs. Pettis     | 11/11/2017 | 3     | 5:00  | Norfolk, Virginia      |                                           |
| Derrota | 10-4   | Devin Clark       | Decisão (unânime)                                  | UFC on Fox: Johnson vs. Reis            | 15/04/2017 | 3     | 5:00  | Kansas City, Missouri  | Estreia nos Meio-Pesados.                 |
| Vitória | 10-3   | Alberto Uda       | Nocaute Técnico (joelhada e chute rodado no corpo) | UFC Fight Night: Almeida vs. Garbrandt  | 29/05/2016 | 2     | 1:06  | Las Vegas, Nevada      | Performance da Noite.                     |
| Derrota | 9-3    | Dongi Yang        | Nocaute Técnico (socos)                            | UFC Fight Night: Henderson vs. Masvidal | 28/11/2015 | 2     | 1:50  | Seoul                  |                                           |
| Vitória | 9-2    | Ricardo Abreu     | Decisão (dividida)                                 | UFC Fight Night: Boetsch vs. Henderson  | 06/06/2015 | 3     | 5:00  | New Orleans, Louisiana |                                           |
| Derrota | 8-2    | Vitor Miranda     | Nocaute Técnico (chute na cabeça e socos)          | UFC Fight Night: Machida vs. Dollaway   | 20/12/2014 | 1     | 4:59  | Barueri                | Estreia no UFC.                           |
| Vitória | 8-1    | Gabriel Checco    | Finalização (mata leão)                            | RFA 19                                  | 10/10/2014 | 1     | 4:27  | Prior Lake, Minnesota  | Ganhou o Cinturão Peso Médio Vago do RFA. |
| Vitória | 7-1    | Quartus Stitt     | Finalização (guilhotina)                           | Rumble Times Promotions                 | 03/05/2013 | 1     | 1:32  | St. Charles, Missouri  |                                           |
| Vitória | 6-1    | Cully Butterfield | Decisão (unânime)                                  | Rumble Times Promotions                 | 26/10/2012 | 3     | 5:00  | St. Charles, Missouri  |                                           |
| Vitória | 5-1    | Sean Huffman      | Nocaute Técnico (socos)                            | Cage Championships 38                   | 23/06/2012 | 1     | 0:48  | Sullivan, Missouri     |                                           |
| Vitória | 4-1    | James Wade        | Nocaute Técnico (socos)                            | Cage Championships 37                   | 07/04/2012 | 1     | 1:22  | Washington, Missouri   |                                           |
| Derrota | 3-1    | Kelvin Tiller     | Finalização (triângulo)                            | Fight Me MMA                            | 13/01/2012 | 1     | 4:40  | St. Charles, Missouri  |                                           |
| Vitória | 3-0    | Dan McGlasson     | Nocaute (soco)                                     | Fight Me MMA                            | 13/08/2011 | 1     | 1:26  | St. Charles, Missouri  |                                           |
| Vitória | 2-0    | Darryl Cobb       | Finalização (mata leão)                            | Rumble Time Promotions                  | 15/04/2011 | 3     | 4:08  | St. Charles, Missouri  |                                           |
| Vitória | 1-0    | !James Wade       | Nocaute Técnico (socos)                            | Rumble Time Promotions                  | 19/11/2010 | 1     | 2:05  | St. Charles, Missouri  | Estreia nos Médios.                       |